# L (L⇔Rのアルバム)
『L』(エル)はL⇔Rの1枚目のミニアルバム。

## 概要
- L⇔Rのデビュー作品。
- 5000枚限定で発売された。
- 兄弟盤としてプロモーション用に1000枚限定で制作された『R』（モノラル音源）が存在する。後に双方をそのまま収録したベスト盤『L+R』がリリースされた。

## 収録曲
1. BYE BYE POPSICLE (3:40)
作詞:黒沢健一・黒沢秀樹、作曲:黒沢健一・黒沢秀樹
2. LOVE IS REAL? (3:51)
作詞:黒沢健一、作曲:黒沢健一
3. PACKAGE... I missed my natural (3:17)
作詞:黒沢秀樹、作曲:黒沢健一
4. A GO GO (4:17)
作詞:黒沢健一、作曲:黒沢健一
5. NORTHTOWN CHRISTMAS (6:25)
作詞:黒沢健一、作曲:黒沢健一